# عمارت (دورود)
عمارت (دورود)، روستایی از توابع بخش مرکزی شهرستان دورود در استان لرستان ایران است.

## جمعیت
این روستا از توابع دهستان حشمت آباد است و براساس سرشماری مرکز آمار ایران در سال ۱۳۸۵، جمعیت آن ۳۵۲ نفر (۷۷خانوار) بوده‌است. زبان مردم این روستا لری بختیاری است.